# Второй Астраханский Калмыцкий полк
Второй астраханский полк был создан 22 августа 1811 в ходе подготовки Александра I к Отечественной войне и состоял в 3-й Западной армии генерала Тормасова, который противостоял против вспомогательного корпуса Шварценберга и 7-му корпусу генерала Ренье, командир полка Тюмень. Точное количество сражений неизвестно в силу отсутствия сведений.
- 18 июля — разбитие Саксонского драгунского эскадрона под Пружанами;
- 25 июля — удержание неприятеля от переправы в местечке Вильце;
- 29 июля — отступление русских войск от Пружан;
- 31 июля — сражение при селе Городично;
- 1 августа — отступление русских войск от Городично до Луцка;
- в октябре — разбитие в г. Слоним польско-литовского гвардейского полка и преследование неприятеля от г. Белена до г. Волоковицы;
- 30 октября — сражение под местечком Висловичем;
- 7 ноября — сражение во время отступления русских войск на р. Муховец.

При преследовании противника начала 1813 года истребили 2 эскадрона вражеских драгун. В войне Шестой коалиции состоял в корпусе генерала Остена-Сакена.
Полк участвовал в битве под Лейпцигом и отличились в битве под Фер-Шампенуазе и сражались под Фонтенбло. Также торжественно вошли в Париж.
В конце 1814 полк вернулся в родные степи и 3 января 1815 был расформирован. Домой вернулось 350 человек